# St. Ulrich (Laim)

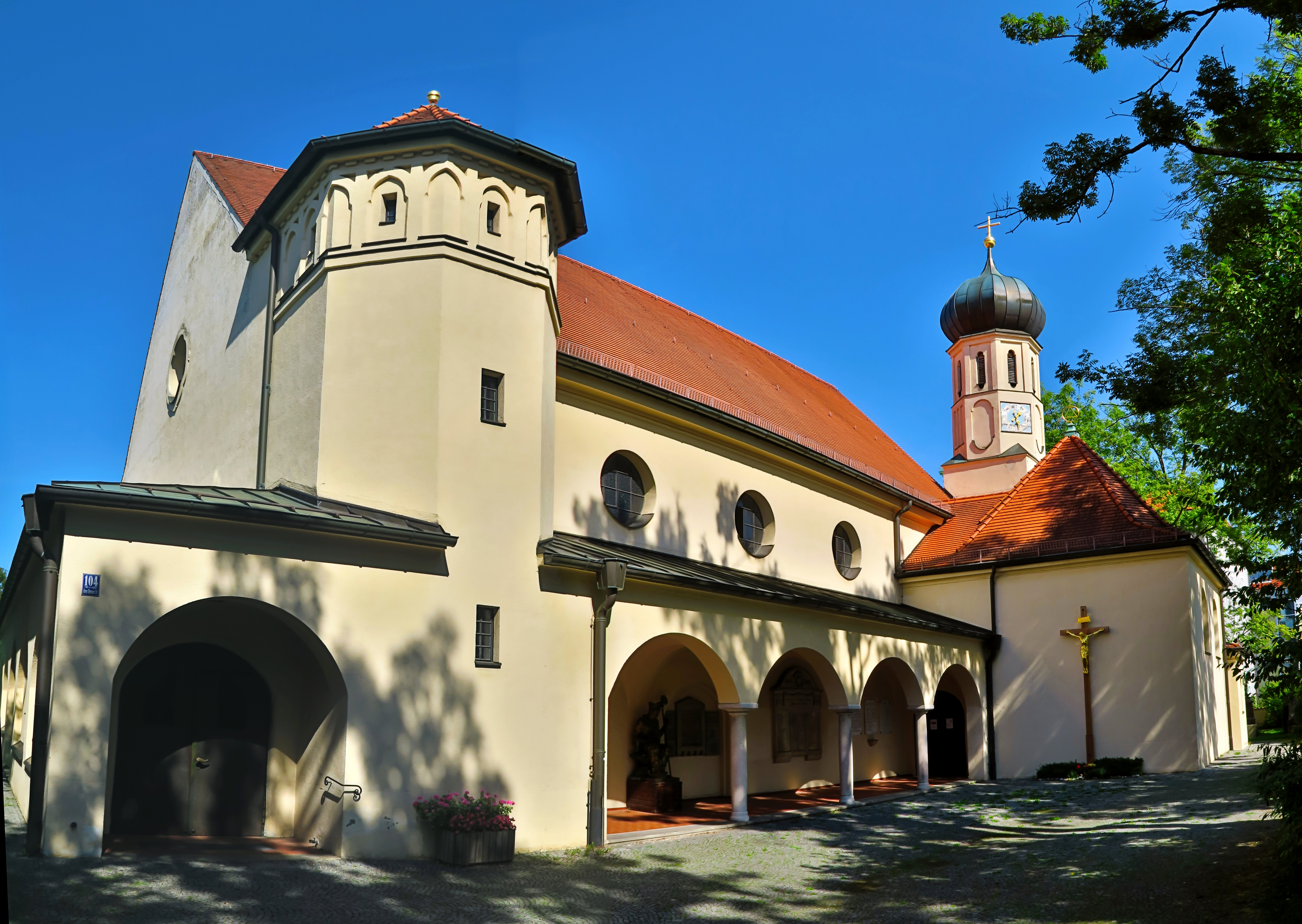
St. Ulrich

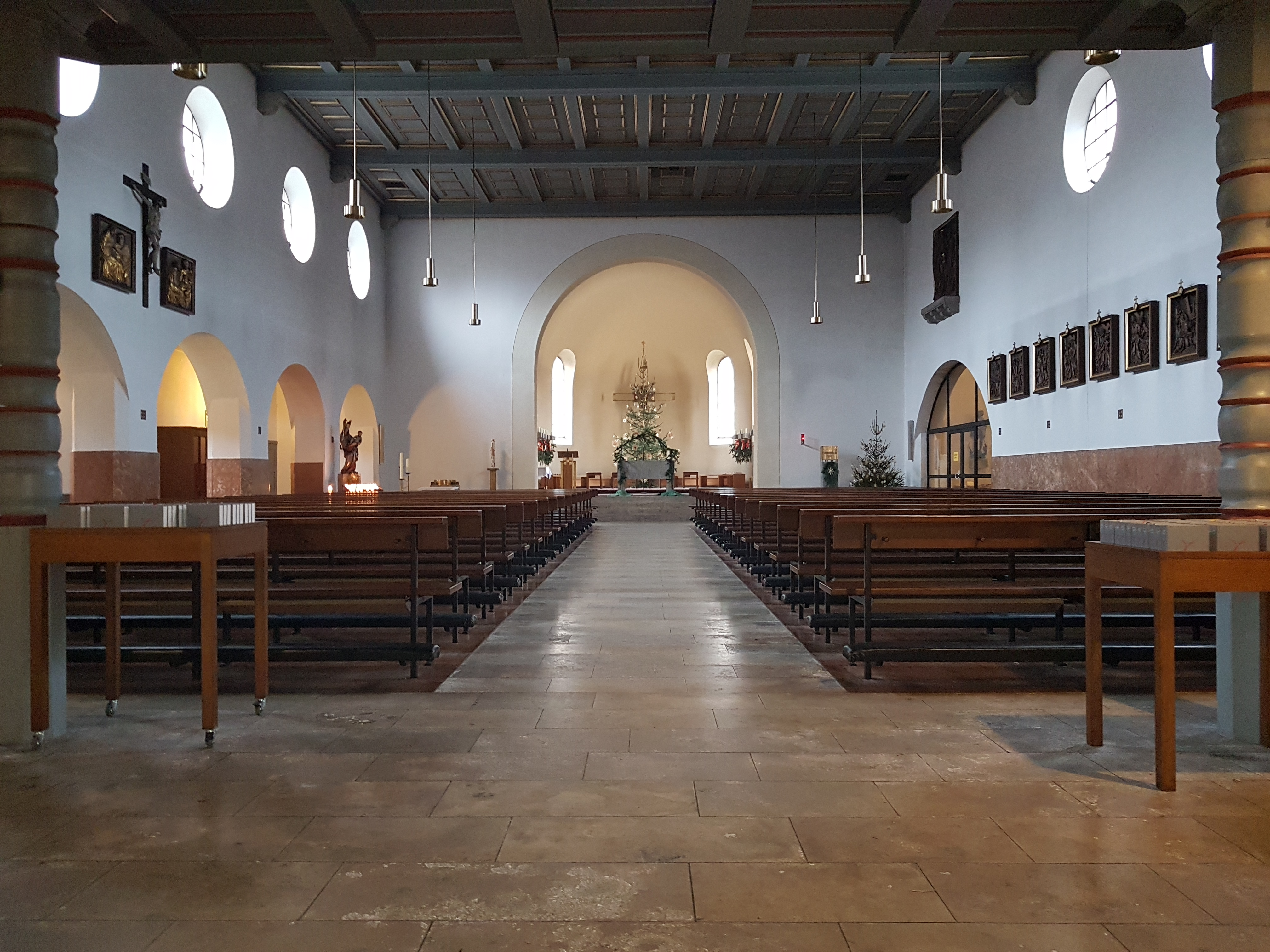
Innenansicht

Sankt Ulrich in der Agnes-Bernauer-Straße 104 in Laim ist eine katholische Pfarrkirche in München. Sie steht unter dem Patrozinium des heiligen Ulrich.

## Denkmalschutz
Das Kirchengebäude steht unter Denkmalschutz. Es wurde unter dem Aktenzeichen D-1-62-000-81 in der Denkmalliste des Bayerischen Landesamtes für Denkmalpflege erfasst.

## Geschichte
Gegenüber dem Anger befindet sich die dörflich wirkende Kirche mit ihrem traditionellen Zwiebelturm. Eine Kirche in Laim wurde 1315 erstmals urkundlich in einer Freisinger Matrikel erwähnt. Vermutlich ist sie jedoch 200 Jahre älter und geht auf die Gründungszeit Laims zurück. Seit 1918 ist St. Ulrich eine eigene Pfarrei. St. Ulrich gehört neben Zu den Hl. Zwölf Aposteln, Namen Jesu und St. Philippus zum Pfarrverband Laim.
Der ursprünglich spätmittelalterliche Bau (um 1433?) wurde 1897 vergrößert. Zwischen 1912 und 1916 wurde nach Plänen von Heinrich von Schmidt und Theodor Fischer eine neue Kirche errichtet. Die alte Kirche blieb dabei als Kapelle an der Südseite des Chors erhalten und dient heute als Werktagskirche.

## Beschreibung
Der alte Bau, nur noch ein Annex des neuen, hatte einen eingezogenen Chor mit Vorchorjoch und fünfachtel Apsis. Sein Kreuzrippengewölbe zeigt Schlusssteine mit dem Lamm Gottes und dem heiligen Ulrich. Das Gewölbe wurde im 15. Jahrhundert mit Rankenmalerei versehen. An den Chorwänden befinden sich gotische und barocke Apostelkreuze, an der Nordwand ist der Rest eines Bildes zu sehen, das vermutlich die Festnahme Jesu darstellt.
Die neue Saalkirche ist mit einem Satteldach bedeckt. Die Wände haben Bogenfenster. Das neue Langhaus ist ein fast quadratischer Saal mit einer Flachdecke mit Unterzügen. Das Langhaus hat nach Norden eine schmale, quer zur Längsachse des Gebäudes ausgerichtete Abseite. Ein Treppenturm steht in seiner Ecke hiervon. Eine oktogonale Seitenkapelle mit Pyramidendach wurde in die alte Kirche integriert.

## Ausstattung
Im Chor und im Langhaus steht je eine gotische Mensa. In der Nische hinter dem Altar im Chor steht eine Skulptur der Muttergottes, entstanden am Ende des 15. Jahrhunderts. Auf dem Altar im Langhaus steht eine Skulptur des heiligen Georg, rechts vom Chorbogen eine der heiligen Anna und an der Südwand eine des heiligen Ulrich und eine des heiligen Veit. Das Kruzifix ist barock.
Die ursprüngliche Ausstattung wurde bei den Renovierungen 1968 und 1978 weitgehend beseitigt.
Die Orgel hat 21 Register, verteilt auf zwei Manuale und Pedal. Das rein mechanische Schleifladeninstrument wurde 1969 von J. G. Schreibmayr (Firma für Kirchenbedarf) gebaut.
Trixi Haberlander schuf die Wandbilder.
Im Oktogon des Turms hängt ein dreistimmiges Bronzegeläute der Glockengießerei Perner in Schlagtonfolge gis1 – h1 – cis2.